# روبرتو ماورو
روبرتو ماورو هو لاعب كرة قدم برازيلي في مركز الهجوم، ولد في 12 أبريل 1941 في بيلو هوريزونتي في البرازيل. لعب مع أتلتيكو مينيرو.